# Палагушин, Алексей Илларионович
Алексе́й Илларио́нович Палагу́шин (24 февраля 1914, Майдан, Макарьевский уезд, Нижегородская губерния, Российская империя — 9 сентября 1980, Майдан, Юринский район, Марийская АССР, РСФСР, СССР) — советский военный деятель. В годы Великой Отечественной войны — старший бригадир по ремонту боевой техники 53 танкового полка 69 механизированной бригады 9 механизированного корпуса на 1 Украинском фронте. Четырежды кавалер ордена Красной Звезды. Член ВКП(б) с 1944 года.

## Биография
Родился 24 февраля 1914 года в дер. Майдан ныне Юринского района Марий Эл.
До 1937 года работал на родине помощником механика паровых машин.
В 1937 году призван в РККА, до 1938 года находился на армейской службе. Участник Великой Отечественной войны с июня 1941 года: курсант, с лета 1942 года — старший бригадир по ремонту боевой техники 53 танкового полка 69 механизированной бригады 9 механизированного корпуса на 1 Украинском фронте, старший сержант. Прошёл боевой путь от Воронежа до Берлина и Праги, проявил при этом выдающиеся качества ремонтника и организатора работ по ремонту боевой техники. В 1944 году вступил в ВКП(б). Награждён орденом Красной Звезды (четырежды) и медалями, в том числе медалью «За отвагу».
После войны работал в родной деревне механиком, сменным машинистом, трактористом, слесарем.
Ушёл из жизни 9 сентября 1980 года в дер. Майдан Юринского района Марий Эл, похоронен там же.

## Боевые награды
- Орден Красной Звезды (25.10.1943; 25.04.1944; 12.03.45; 14.05.1945)[4][5]
- Медаль «За отвагу»[1]
- Медаль «За победу над Германией в Великой Отечественной войне 1941—1945 гг.»[4][5]
- Медаль «За доблестный труд. В ознаменование 100-летия со дня рождения Владимира Ильича Ленина»